# Marek Jakubiak
Marek Jakubiak (ur. 30 kwietnia 1959 w Warszawie) – polski polityk i przedsiębiorca, poseł na Sejm VIII i X kadencji. Kandydat na urząd prezydenta RP w wyborach w 2020 (pierwszych i drugich) oraz 2025.

## Życiorys

### Wykształcenie i służba wojskowa
Syn Marii i Franciszka Jakubiaków. Bez powodzenia próbował aplikować do Wyższej Oficerskiej Szkoły Lotniczej w Dęblinie. W 1980 został absolwentem Centralnego Ośrodka Szkolenia Specjalistów Technicznych Wojsk Lotniczych w Oleśnicy na kierunku eksploatacja statków powietrznych (specjalność obsługa naziemna samolotów MiG-21). Następnie rozpoczął służbę w 1 Pułku Lotnictwa Myśliwskiego w Mińsku Mazowieckim, gdzie pracował jako technik przy obsłudze naziemnej samolotów. W 1987 ukończył policealne studium zawodowe z zakresu organizacji pracy kulturalno-oświatowej. Rok przed odejściem na emeryturę złożył wniosek o możliwość równoległego studiowania w szkole wyższej, na co przełożeni nie wydali zgody. Odszedł z wojska w stopniu starszego chorążego w 1991, pełnił wówczas funkcję kierownika warsztatów łączności. W jednym z wniosków paszportowych deklarował przynależność do PZPR, choć, jak sam później twierdził, do partii nigdy nie należał.

### Działalność biznesowa
Prowadził w Warszawie własną firmę montującą telewizję kablową, przejętą przez Porion, a następnie Aster City Cable. Podjął studia na kierunku pedagogika na Uniwersytecie Warszawskim, których nie ukończył. Po 1996 zasiadał w radzie nadzorczej i zarządzie browaru w Krotoszynie, który upadł z powodu zadłużenia. W 2002 Marek Jakubiak wykupił od koncernu Brau Union browar w Ciechanowie. Na bazie ciechanowskiego zakładu piwowarskiego zbudował w ciągu kilku lat przedsiębiorstwo branży browarniczej, a później holding BRJ. Zorganizował m.in. własną sieć dystrybucji, rozwijał produkcję piwa niepasteryzowanego (Ciechan Wyborne). W kolejnych latach poprzez swoje przedsiębiorstwo (spółkę Browar Ciechan, przekształconą w Browary Regionalne Jakubiak) nabywał i rozwijał produkcję w innych browarach regionalnych w tym browarze w Bojanowie i browarze Lwówek. Grupa ta w 2014 produkowała ponad 30 marek piwa.
Według jednego z poglądów dzięki Markowi Jakubiakowi w Polsce zaczęła się moda na piwa regionalne. Został laureatem Medalu Złoty Chmiel (2009) oraz Nagrody im. Stanisława Wokulskiego (2013).
W 2014, po jego uznanej za homofobiczną wypowiedzi na temat Dariusza Michalczewskiego, właściciele jednej z warszawskich klubokawiarni przeprowadzili akcję wylewania piwa produkowanego przez Browar Ciechan, a kilka innych lokali rozpoczęło bojkot jego produktów. W 2018 Sąd Apelacyjny w Warszawie orzekł, że pozwany przez należącą do niego spółkę właściciel klubokawiarni nie musi płacić odszkodowania i pokrywać kosztów procesu, utrzymał jednak w mocy część wyroku stołecznego Sądu Okręgowego dotyczącą obowiązku zamieszczenia przeprosin. Sąd ocenił jednocześnie, że wypowiedź przedsiębiorcy o sportowcu była przykładem mowy nienawiści.
Był sponsorem portalu internetowego Kresy.pl, prowadził wykłady w ramach Forum Edukacji Biznesowej Uniwersytetu Ekonomicznego we Wrocławiu.

### Działalność polityczna
W wyborach parlamentarnych w 2015 kandydował do Sejmu w okręgu płockim z pierwszego miejsca na liście komitetu wyborczego Kukiz’15, z poparciem Ruchu Narodowego. Uzyskał mandat posła VIII kadencji, otrzymując 11 131 głosów. Został wiceprzewodniczącym klubu poselskiego Kukiz’15 (w październiku 2017 odwołano go z tej funkcji). W 2016 współtworzył stowarzyszenie Endecja, w którym pełnił funkcję przewodniczącego rady gospodarczej. 20 lipca 2018 został wiceprzewodniczącym komisji śledczej ds. wyłudzeń VAT.

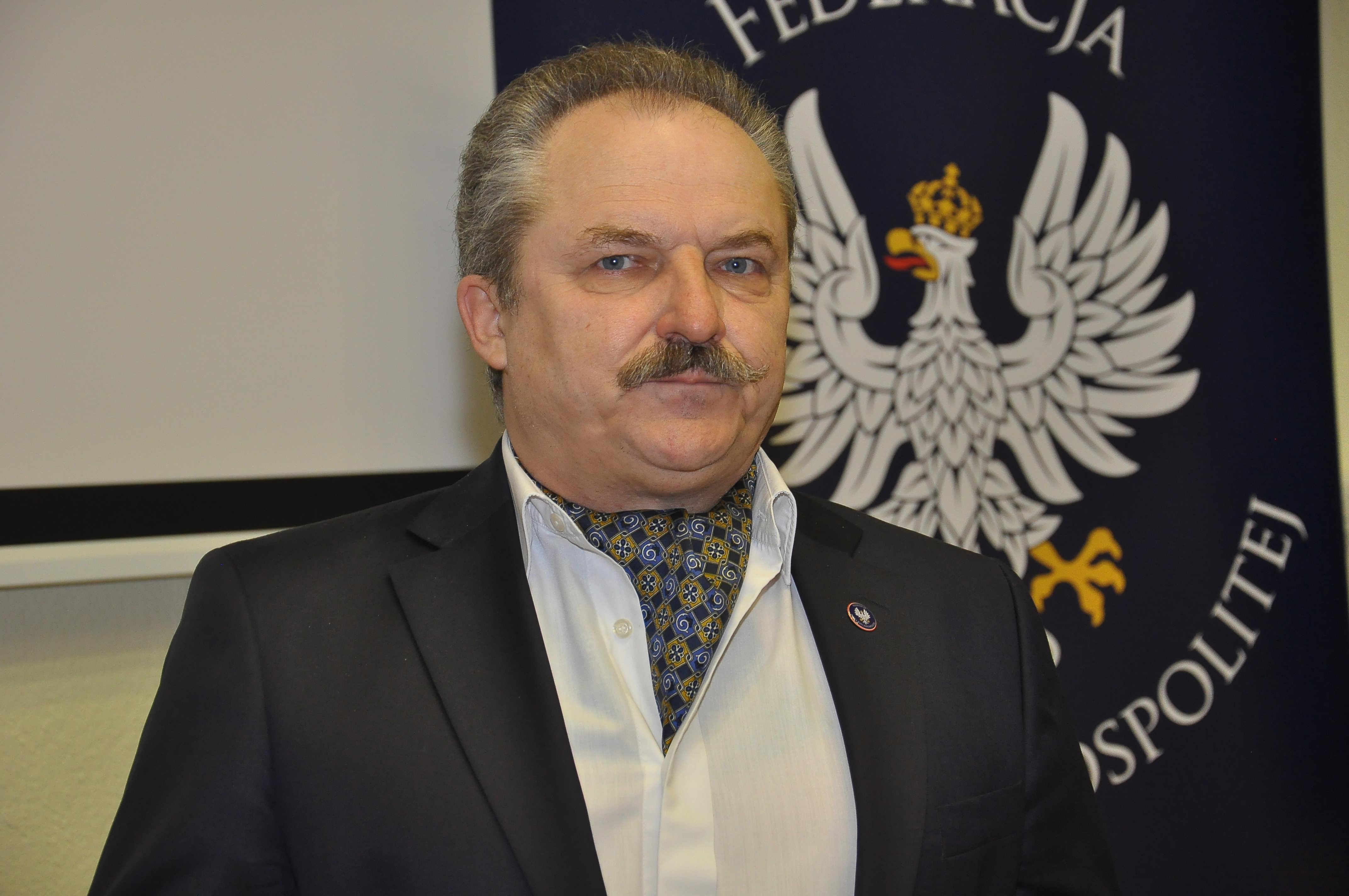
Marek Jakubiak (2019)

W sierpniu 2018 został kandydatem Kukiz’15 na prezydenta Warszawy w wyborach samorządowych w tym samym roku. Uzyskał 2,99% głosów, zajmując 4. miejsce wśród 14 kandydatów. 2 listopada 2018 poinformował o odejściu z klubu poselskiego Kukiz’15, pozostając posłem niezrzeszonym. Ogłosił jednocześnie powołanie partii pod nazwą Federacja dla Rzeczypospolitej (zarejestrowanej w marcu 2020). W marcu 2019 dołączył wraz z FdR do zawiązanej na wybory do Parlamentu Europejskiego w tym samym roku Konfederacji KORWiN Braun Liroy Narodowcy. Z listy tej formacji ubiegał się o mandat eurodeputowanego (Konfederacja nie osiągnęła progu wyborczego). Od kwietnia 2019 był przewodniczącym koła poselskiego tej inicjatywy, opuścił je czerwcu tegoż roku po tym, jak uprzednio ogłosił wraz z Piotrem Liroyem-Marcem budowę partii Federacja Jakubiak-Liroy (do czego ostatecznie nie doszło). W wyborach parlamentarnych w 2019 wystartował do Sejmu z ramienia KWW Koalicja Bezpartyjni i Samorządowcy, nie uzyskując mandatu (komitet nie osiągnął progu wyborczego 5%).
W kwietniu 2020 Państwowa Komisja Wyborcza zarejestrowała jego kandydaturę w wyborach prezydenckich zaplanowanych na maj 2020, które to głosowanie się nie odbyło. Kontrowersje wzbudziła kwestia zbiórki podpisów poparcia w trakcie obostrzeń, które funkcjonowały w związku z pandemią COVID-19. W połowie marca 2020 kandydat informował w mediach, że „bieżąca sytuacja uniemożliwia […] zbieranie podpisów pod listami poparcia”, a około tydzień później przekazał, że zgromadził 157 tysięcy podpisów. W Prokuraturze Okręgowej w Warszawie w tym samym roku wszczęto śledztwo w tej sprawie, które w 2023 nadal nie było zakończone. Polityk sam twierdził, że listy mu „przyniesiono” oraz że się „dziwi swojej popularności”. 
W czerwcu 2020 PKW zarejestrowała jego kandydaturę na powtórzone wybory w tymże miesiącu. W pierwszej turze otrzymał 33 652 głosy (0,17%), zajmując 8. miejsce spośród 11 kandydatów. Przed drugą turą wraz ze swoją partią poparł ubiegającego się o reelekcję Andrzeja Dudę. We wrześniu 2020 na zjeździe FdR Marek Jakubiak ponownie został wybrany na prezesa tej partii. W maju 2023 został sekretarzem generalnym partii Kukiz15.
W wyborach w 2023 kandydował ponownie do Sejmu z listy Prawa i Sprawiedliwości w okręgu warszawskim. Uzyskał mandat posła X kadencji, zdobywając 39 151 głosów. W Sejmie dołączył do koła poselskiego Kukiz’15. W grudniu 2023 na antenie Telewizji Republika zaczął prowadzić wraz z Marianem Kowalskim program publicystyczny Reasumując. W październiku 2024 stanął na czele koła Wolni Republikanie (powstałego z przekształcenia koła Kukiz’15). W tym samym miesiącu zadeklarował swój start w wyborach prezydenckich w 2025. W kwietniu 2025 PKW zarejestrowała jego kandydaturę. W pierwszej turze wyborów z 18 maja tegoż roku otrzymał 150 698 głosów (0,77%), zajmując 10. miejsce wśród 13 kandydatów. Ogłosił następnie swoje poparcie w drugiej turze dla Karola Nawrockiego.

## Wyniki wyborcze
| Wybory | Komitet wyborczy         | Komitet wyborczy                                                     | Organ                            | Okręg        | Wynik           |
| ------ | ------------------------ | -------------------------------------------------------------------- | -------------------------------- | ------------ | --------------- |
| 2015   |                          | Kukiz’15                                                             | Sejm VIII kadencji               | nr 16        | 11 131 (3,71%)  |
| 2018   | Prezydent m.st. Warszawy | Prezydent m.st. Warszawy                                             | 26 660 (2,99%)                   |              |                 |
| 2019   |                          | Konfederacja KORWiN Braun Liroy Narodowcy                            | Parlament Europejski IX kadencji | nr 4         | 15 903 (1,15%)  |
| 2019   |                          | Koalicja Bezpartyjni i Samorządowcy                                  | Sejm IX kadencji                 | nr 13        | 3501 (0,54%)    |
| 2020   |                          | KW Kandydata na Prezydenta Rzeczypospolitej Polskiej Marka Jakubiaka | Prezydent RP                     | Prezydent RP | 33 652 (0,17%)  |
| 2023   |                          | Prawo i Sprawiedliwość                                               | Sejm X kadencji                  | nr 19        | 39 151 (2,28%)  |
| 2025   |                          | KW Kandydata na Prezydenta Rzeczypospolitej Polskiej Marka Jakubiaka | Prezydent RP                     | Prezydent RP | 150 698 (0,77%) |

## Życie prywatne
Z pierwszego związku małżeńskiego ma dwoje dzieci. Z drugiego związku z Irminą Ochenkowską ma syna.